# Enigma – Ein Supergirl zum Knutschen
Enigma – Ein Supergirl zum Knutschen (Originaltitel: Enigma) ist eine französische Zeichentrickserie aus dem Jahr 1997.

## Handlung
Die 13-jährige Agatha führt ein Doppelleben als Superheldin und kämpft gegen Schurken. Außer ihr weiß niemand davon etwas.

## Produktion und Veröffentlichung
Die Serie wurde 1997 in Frankreich produziert. Regie führte Oumar N’Diaye und das Drehbuch schrieben Pascal Stervinou und Eunice Alvarado-Ellis.
Die deutsche Erstausstrahlung fand am 4. Januar 1998 auf ProSieben statt. Dort wurde sie weiter bis 2002 ausgestrahlt. Bisher wurde nur die erste Staffel ins Deutsche synchronisiert.

## Episodenliste

### Staffel 1
| Nummer(gesamt) | Nummer(Staffel) | Deutscher Titel                      | deutsche Erstausstrahlung | Originaltitel                     |
| 1              | 01              | Diamantenfieber                      | 04.01.1998                | Les dents de la taupe             |
| 2              | 02              | Immobilienhaie in Summerfield        | 11.01.1998                | Enigma contre Guido mains d’acier |
| 3              | 03              | Eine klebrige Affäre                 | 16.07.2000                | Ville collante                    |
| 4              | 04              | Wer zuletzt wacht, lacht am besten   | 06.08.2000                | Un sommeil en or                  |
| 5              | 05              | Ein Super-Held kommt selten allein   | 13.08.2000                | Enigma contre Tekno               |
| 6              | 06              | Die U-Bahn-Party                     | 20.08.2000                | Dernier métro pour Faust          |
| 7              | 07              | Enigmas Entführung                   | 27.08.2000                | Rouge rose et double Z            |
| 8              | 08              | Magischer Räuber                     | 03.09.2000                | Le grand Gizmo                    |
| 9              | 09              | Heißer Tango in Summerfield          | 10.09.2000                | Que calor                         |
| 10             | 10              | Wenn der Postmann zweimal schwindelt | 17.09.2000                | Un philateliste un peu timbré     |
| 11             | 11              | Torte mit Schlag                     | 24.09.2000                | Tarte à la crème                  |
| 12             | 12              | Alles Banane                         | 01.10.2000                | Monsieur Croquette                |
| 13             | 13              | Paparazzi                            | 08.10.2000                | Super paparazzi                   |
| 14             | 14              | Die Tick-und-Tack-Attacke            | 15.10.2000                | Les maîtres du temps              |
| 15             | 15              | Zur Fälschung gezwungen              | 22.10.2000                | Trop beau pour être vrai          |
| 16             | 16              | Affentheater                         | 29.10.2000                | La revanche de l’homme singe      |
| 17             | 17              | Lachanfall mit bösen Folgen          | 05.11.2000                | Le diffuseur de rire              |
| 18             | 18              | Im Ölrausch                          | 12.11.2000                | Des éperons à Summerfield         |
| 19             | 19              | Jäger der verlorenen Maske           | 19.11.2000                | L’anniversaire de Faust           |
| 20             | 20              | Ein Zebra namens Sherlock            | 26.11.2000                | Drôle de zèbre                    |
| 21             | 21              | Schauriges Familientreffen           | 03.12.2000                | Du rififi chez les Mac Beef       |
| 22             | 22              | Koste es, was es wolle               | 10.12.2000                | Billet doux                       |
| 23             | 23              | Achtung Weihnachtsmann!              | 17.12.2000                | Le gang des Pères-Noël            |
| 24             | 24              | Großer Rummel für Enigma             | 07.01.2001                | Drôle de manège                   |
| 25             | 25              | Klein, aber oho                      | 14.01.2000                | Adrien voit rouge                 |
| 26             | 26              | Die Insekten kommen                  | 21.01.2001                | Les termites et l’homme de verre  |

### Staffel 2
| Nummer(gesamt) | Nummer(Staffel) | französischer Titel                      |
| 27             | 01              | La maison du docteur Waxman              |
| 28             | 02              | Micmac à la clinique Beausoleil          |
| 29             | 03              | Enigma et le voleur d’images             |
| 30             | 04              | La machine de Doc Mafflu                 |
| 31             | 05              | Un vilain haut en couleurs               |
| 32             | 06              | Enigma contre les Cabotronics            |
| 33             | 07              | Walter Mango                             |
| 34             | 08              | Le mariage de Faust                      |
| 35             | 09              | Opération chlorophylle                   |
| 36             | 10              | Faust junior                             |
| 37             | 11              | Enigma contre Enigma                     |
| 38             | 12              | Crocus et les herbes folles              |
| 39             | 13              | Mystères et boules de neige              |
| 40             | 14              | La nuit des monstres (1)                 |
| 41             | 15              | La nuit des monstres (2)                 |
| 42             | 16              | Chantage en vidéo                        |
| 43             | 17              | Le secret du piston précieux             |
| 44             | 18              | Y’a plus de saisons                      |
| 45             | 19              | La revanche de Tartor                    |
| 46             | 20              | L’œil du dragon                          |
| 47             | 21              | L’extraterrestre                         |
| 48             | 22              | Oscar Nivore                             |
| 49             | 23              | Le trésor de Huatepec                    |
| 50             | 24              | La cérémonie des Oswalds                 |
| 51             | 25              | Les fiches pratiques du professeur Crime |
| 52             | 26              | Le complexe d’Enigma                     |